# Liste der Monuments historiques in Buffignécourt
Die Liste der Monuments historiques in Buffignécourt führt die Monuments historiques in der französischen Gemeinde Buffignécourt auf.

## Liste der Objekte
| Bezeichnung          | Beschreibung                                                                   | Standort                                    | Kennzeichnung | Schutzstatus | Datum | Bild |
| -------------------- | ------------------------------------------------------------------------------ | ------------------------------------------- | ------------- | ------------ | ----- | ---- |
| Gittertür            | Schmiedeeisen, 18. Jahrhundert                                                 | in der Kirche Nativité-de-Notre-Dame (Lage) | PM70002331    | Inscrit      | 1974  |      |
| Kelch                | Silber, vergoldet, Ende des 17. Jahrhunderts, Goldschmied Simon Arbilleur      | in der Kirche Nativité-de-Notre-Dame (Lage) | PM70000204    | Classé       | 1967  |      |
| Kelch                | Silber, vergoldet, Bezeichnet 1763, Goldschmied Pierre-François Grandguillaume | in der Kirche Nativité-de-Notre-Dame (Lage) | PM70000205    | Classé       | 1967  |      |
| Hauptaltar           | Retabel; Holz, farbig gefasst, 18. Jahrhundert                                 | in der Kirche Nativité-de-Notre-Dame (Lage) | PM70000206    | Classé       | 1974  |      |
| Kanzel               | Holz, farbig gefasst, 18. Jahrhundert                                          | in der Kirche Nativité-de-Notre-Dame (Lage) | PM70000207    | Classé       | 1974  |      |
| Drei Reliquienbüsten | Holz, teilweise vergoldet, Ende des 18. Jahrhunderts                           | in der Kirche Nativité-de-Notre-Dame (Lage) | PM70002234    | Inscrit      | 2002  |      |
| Sakristeischrank     | Eichenholz, Ende des 18. Jahrhunderts                                          | in der Kirche Nativité-de-Notre-Dame (Lage) | PM70002235    | Inscrit      | 2002  |      |